# Zaragoza (provins)
Zaragoza är en provins i den autonoma regionen Aragonien i nordöstra Spanien. Zaragoza gränsar till provinserna Lleida, Tarragona, Teruel, Guadalajara, Soria, La Rioja, Navarra, och Huesca. Huvudstaden i provinsen är Zaragoza.
Provinsen har en yta av  17 274 km² och den totala folkmängden uppgår till 880 118 (2003) varav tre fjärdedelar bor i huvudstaden. Provinsen är indelad i 292 kommuner varav mer än hälften har ett invånarantal under 300 personer.